# Chapelle Saint-Jacques d'Orelle
Pour les articles homonymes, voir Chapelle Saint-Jacques.
La chapelle Saint-Jacques d'Orelle est une chapelle catholique paroissiale baroque située à Orelle, dans le département français de la Savoie.

## Toponymie
La rue dans laquelle la chapelle se situe est la rue Saint-Jacques, nom donné en hommage à Jacques le Majeur, mais aussi à Jacques de Tarentaise, premier évêque légendaire de Savoie, Orelle appartenant à cette dernière région historique.
Des bâtiments aux alentours de la chapelle, tels de nombreux gîtes, portent également ce nom en référence à celui de la chapelle Saint-Jacques,.

## Situation
La chapelle se situe dans le département de la Savoie, en Moyenne Maurienne, dans la région Auvergne-Rhône-Alpes. Elle est érigée dans un hameau de la commune d'Orelle : Francoz. À l'extrémité de la rue, qui porte son nom (la rue Saint-Jacques), elle borde la lisière de la forêt (45° 12′ 30″ N, 6° 32′ 43″ E),,.

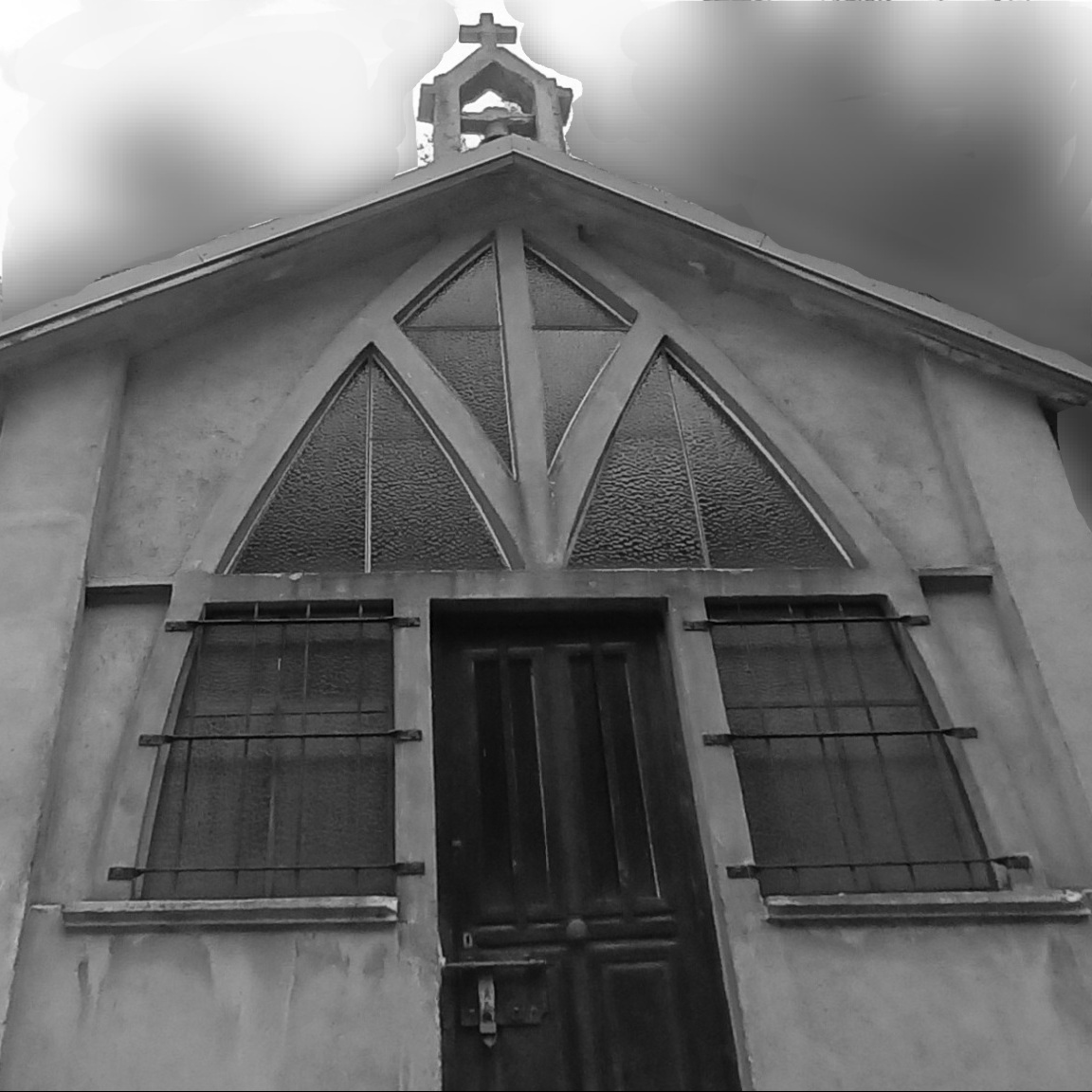
Chapelle Saint-Jacques à Francoz en 1976.
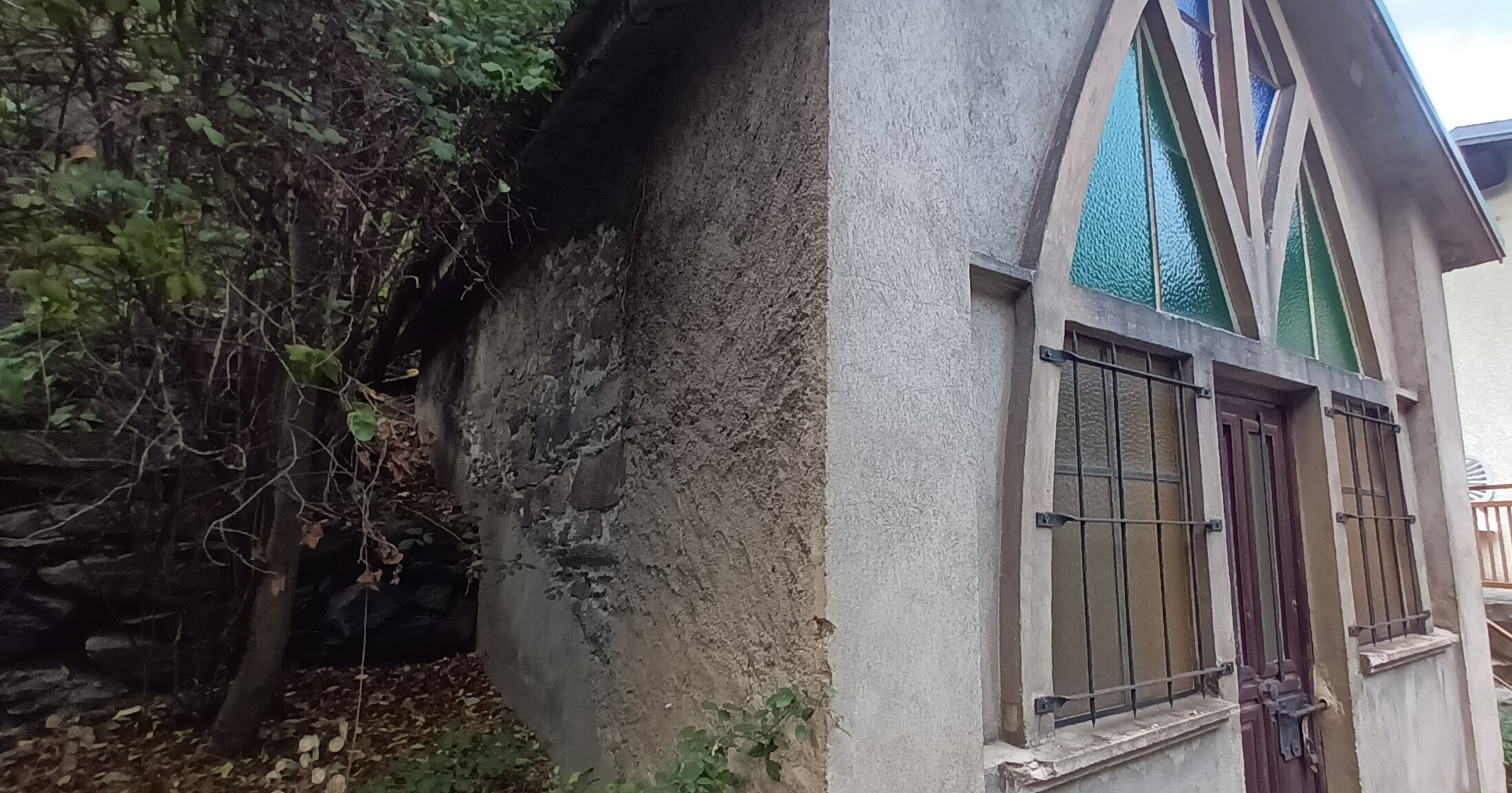
Vue de la face ouest de la chapelle.
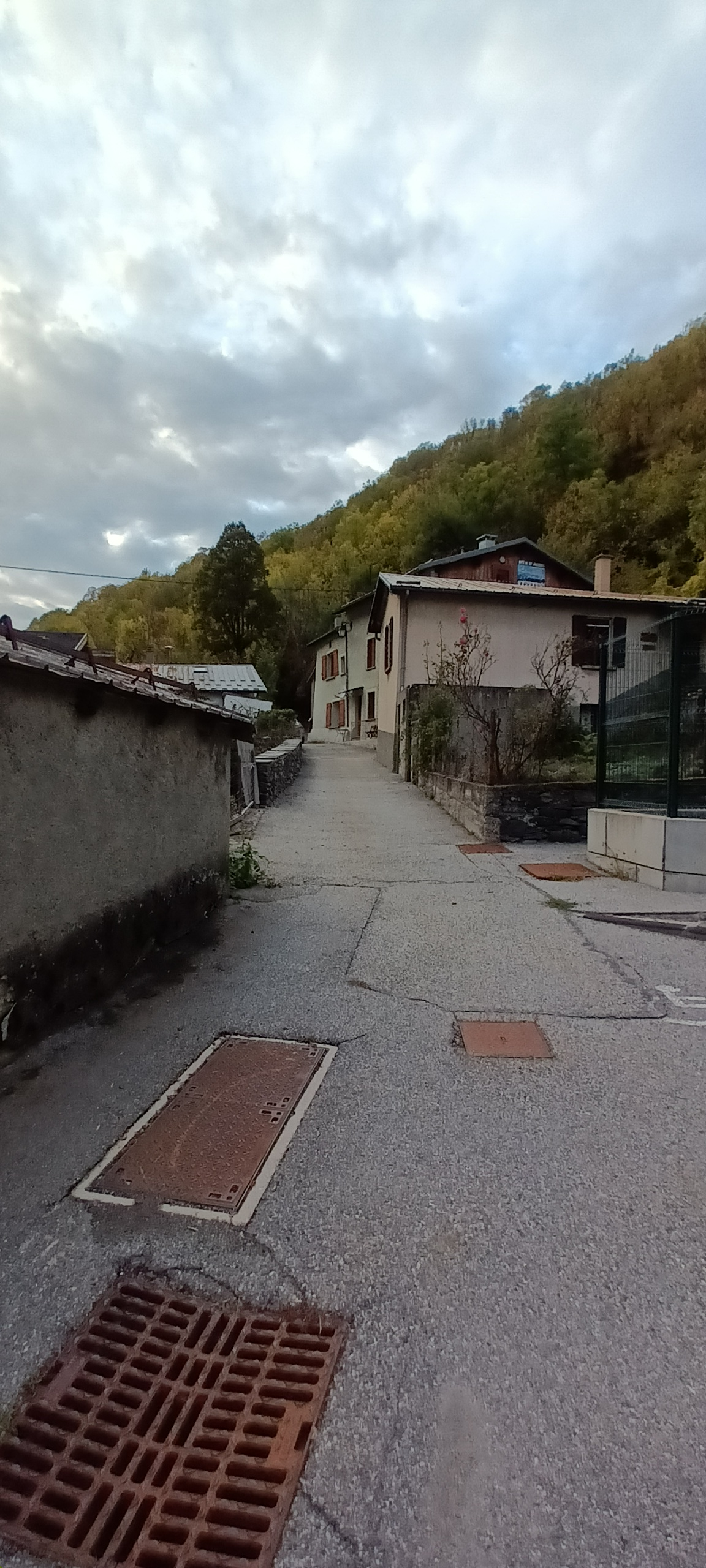
Rue Saint-Jacques à Orelle.

## Histoire
L'histoire de la chapelle Saint-Jacques débute en l'an 1670, année à laquelle le Révérend Urbain Albert bénit l'oratoire de Francoz. Celui-ci est le recteur de la paroisse catholique Saint-Maurice d'Orelle ; l'édifice n'est alors pas encore présent sous sa forme actuelle mais est déjà intégré à ladite paroisse, avec pour rattachement l'église Saint-Maurice d'Orelle.
En 1730, l'oratoire de Francoz est agrandi afin de construire une chapelle. La toiture du bâtiment est réalisée avec des poutres en mélèzes d'Europe et celles-ci sont recouvertes de lauzes, pierres emblématiques de la commune qui en possède de nombreuses carrières.

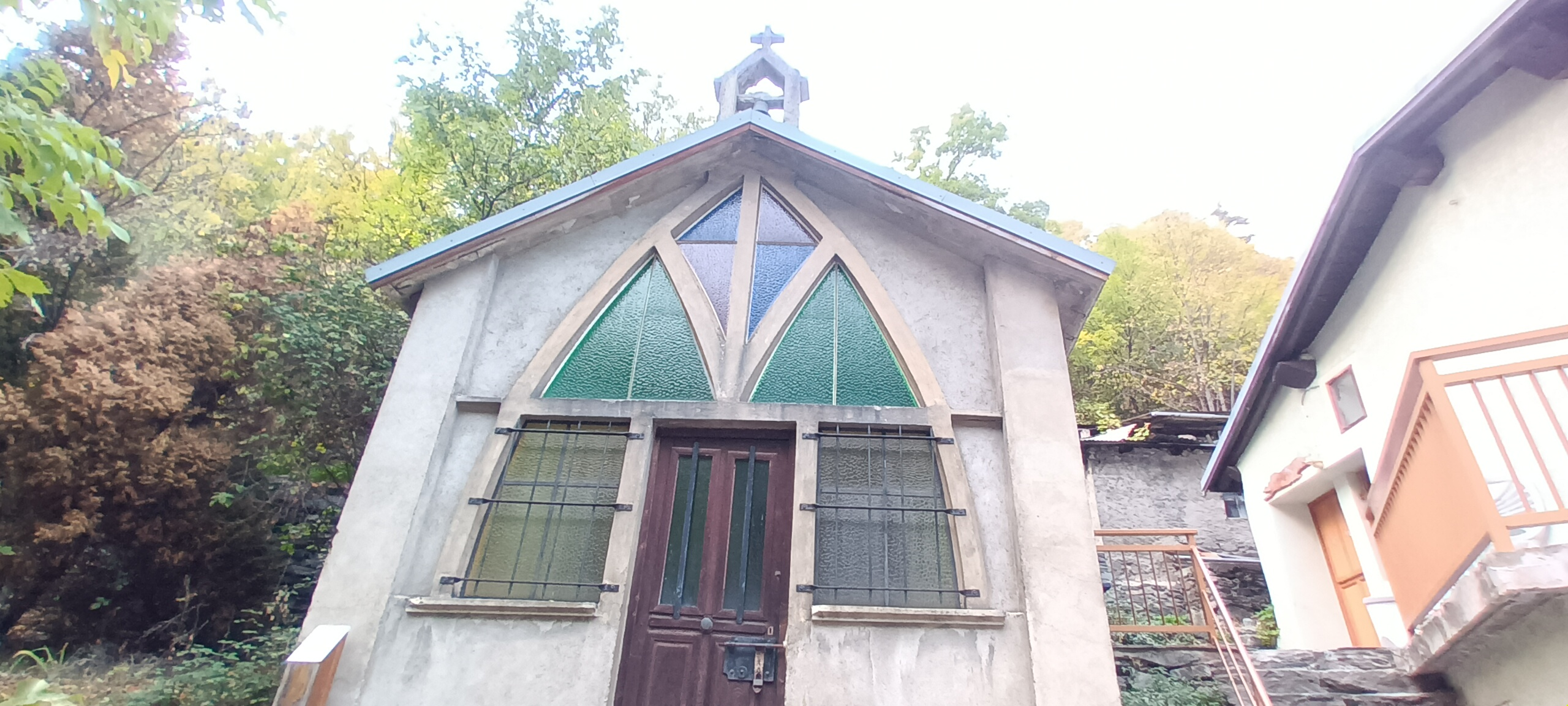
La face sud de la chapelle en 2022.
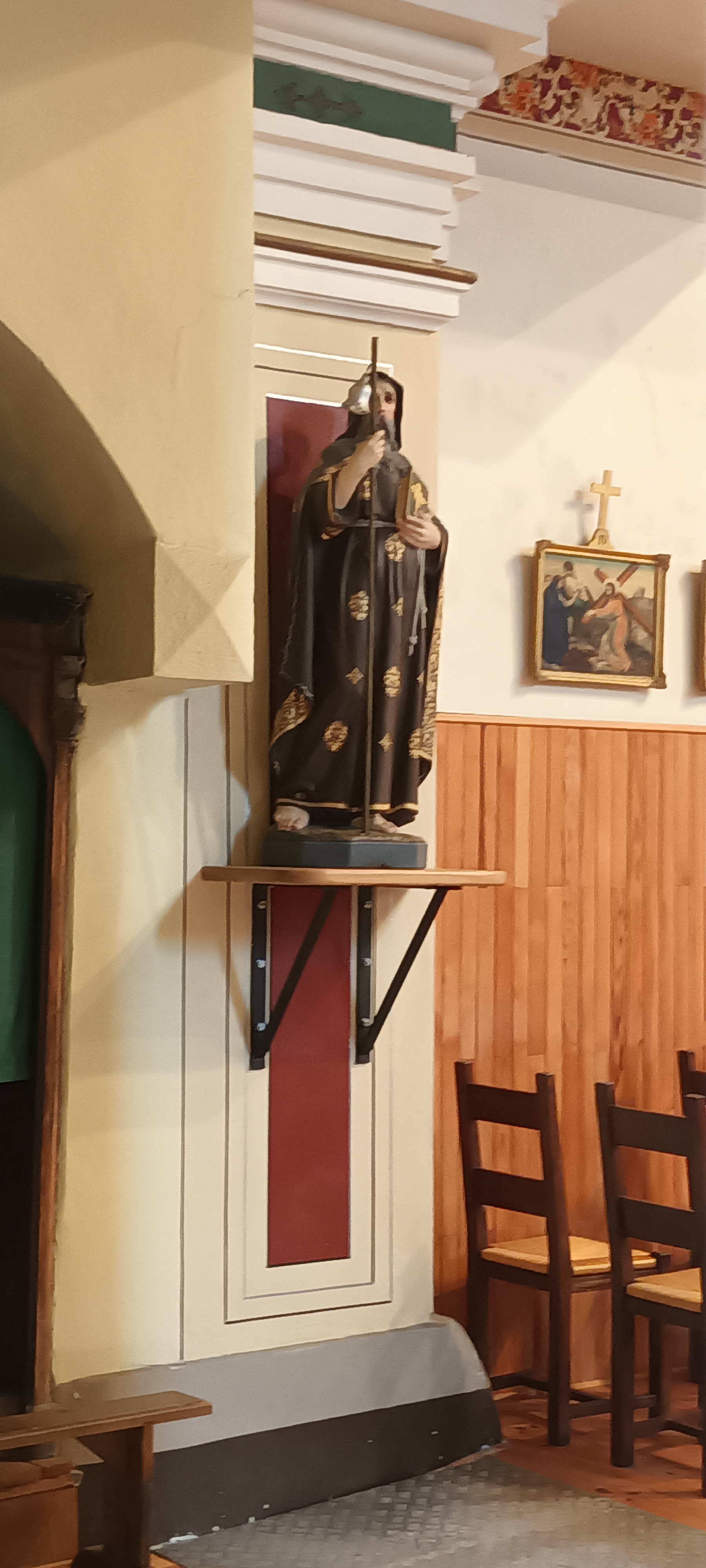
La statue de saint Jacques de l'église Saint-Maurice d'Orelle est prêtée à la chapelle lors des messes.
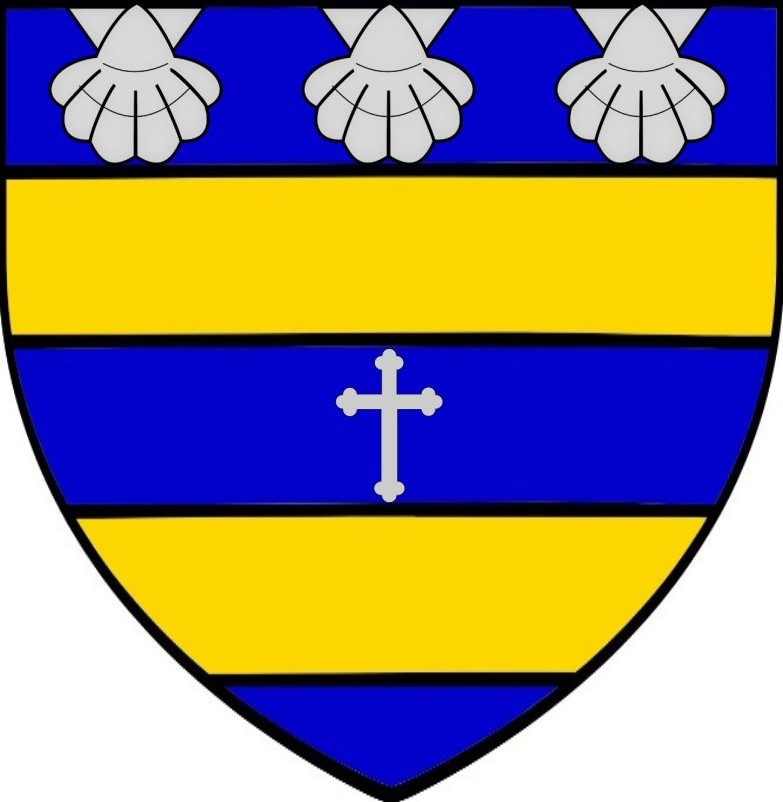
Blason d'Orelle.

La première saison de 1940 laisse le gel printanier fragiliser la falaise au-dessus du hameau de la Fusine, laquelle dégage un roc en amont de Francoz. Atteignant la chapelle Saint-Jacques, le rocher brise la poutre maîtresse de la voûte, aplatit le retable (fait de deux colonnes torses réduites en miettes, l'ensemble constituant autrefois ledit oratoire de Francoz) et endommage le tableau intérieur. La paroisse Saint-Maurice d'Orelle entreprend alors de réparer les dégâts causés mais la chapelle n'a aucun revenu (en pleine Seconde Guerre mondiale) et le devis est onéreux,.
Pourtant, la chapelle est agrandie côté sud et sa toiture est reconstruite en béton armé. L'usine électrochimique de Prémont offre à la paroisse des matériaux de construction difficiles à trouver en temps de guerre et l'usine Renault de Saint-Michel-de-Maurienne fournit 700 kg de fers ronds afin de consolider l'armature de la dalle de la chapelle. Les familles du hameau orellin habité de Francoz font de nombreux dons, et, le 25 juillet 1940, lors de la fête de Saint-Jacques, la chapelle Saint-Jacques accueille les catholiques pour célébrer la messe organisée par le curé d'Orelle, Père Charles Sambuis.

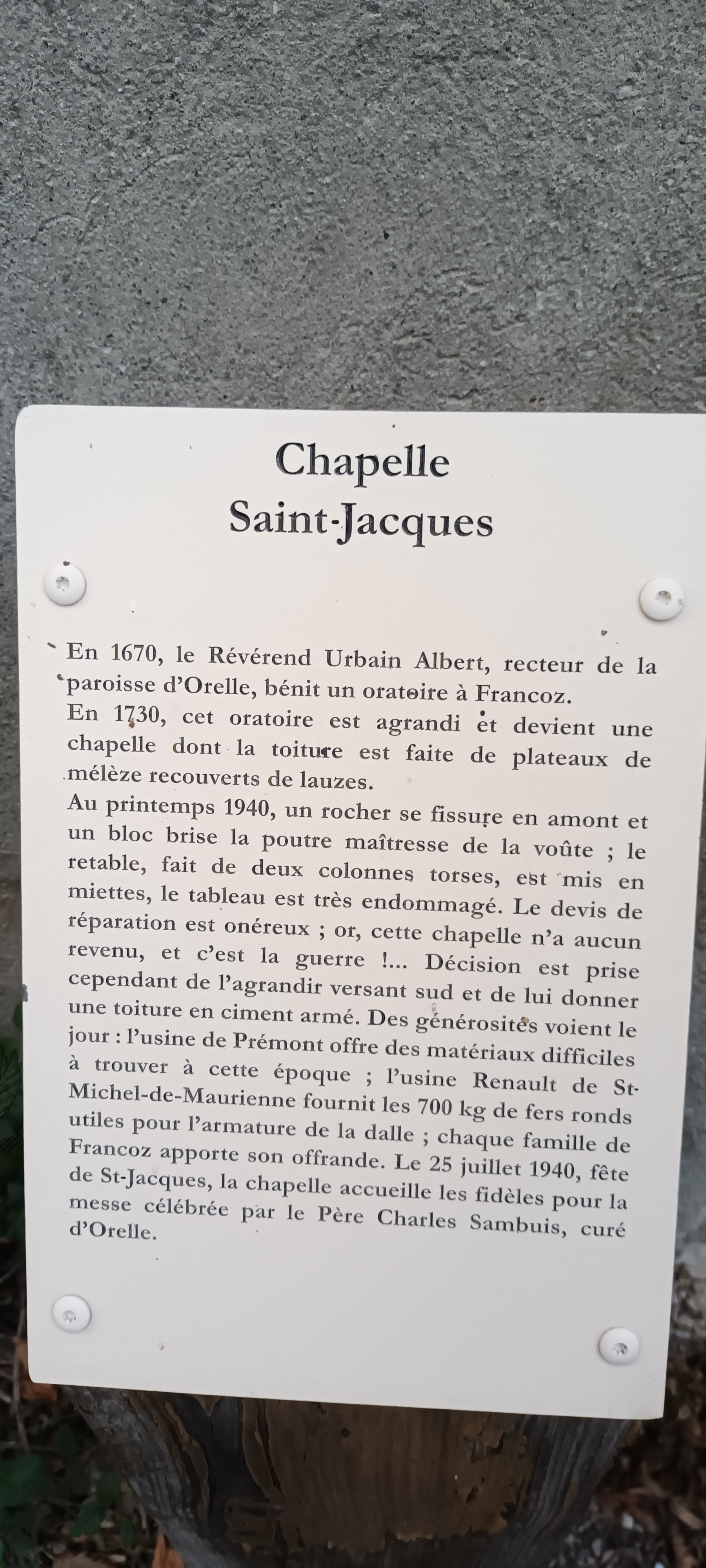
Plaque municipale historique de la chapelle.
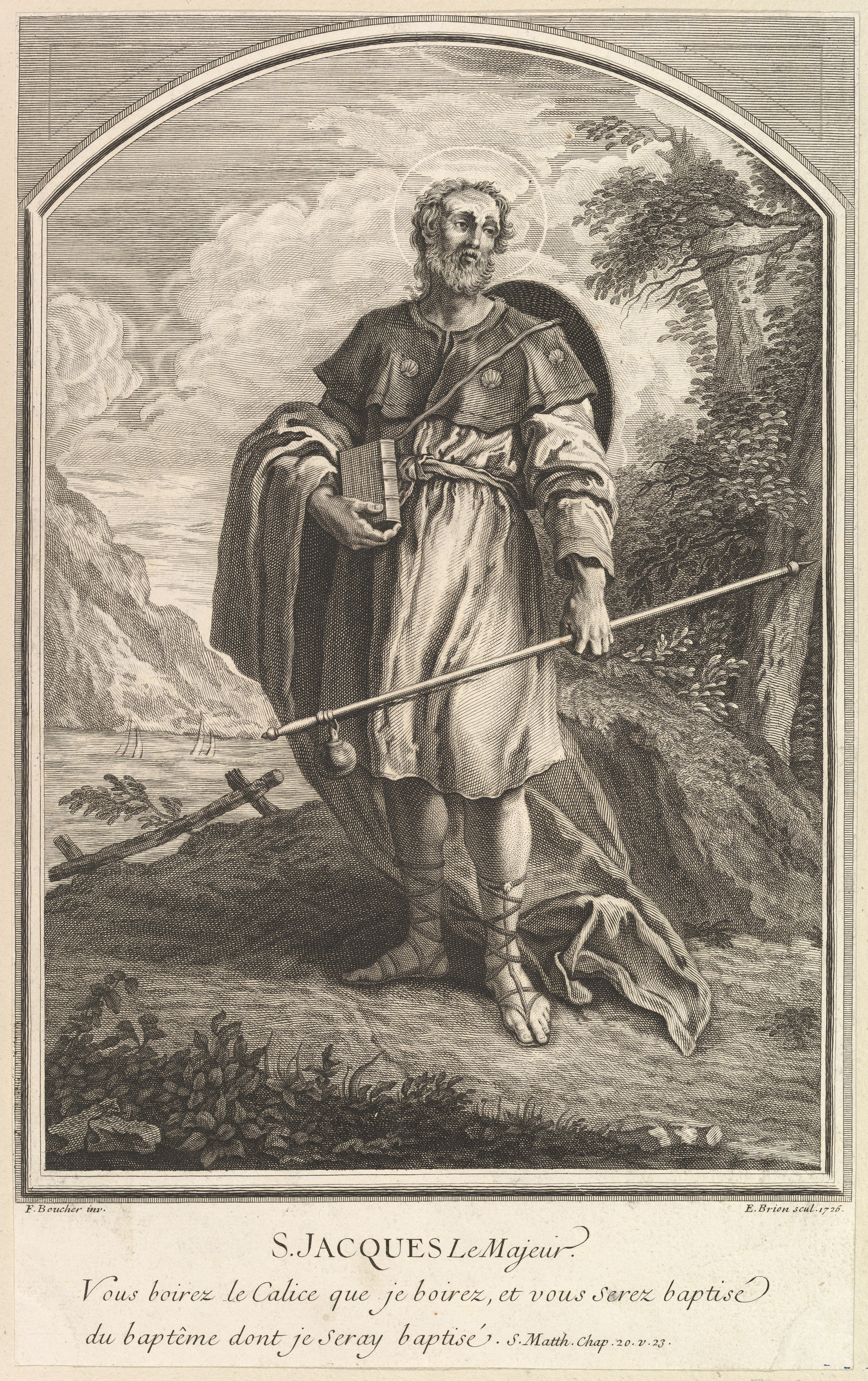
Portrait de saint Jacques le Majeur.
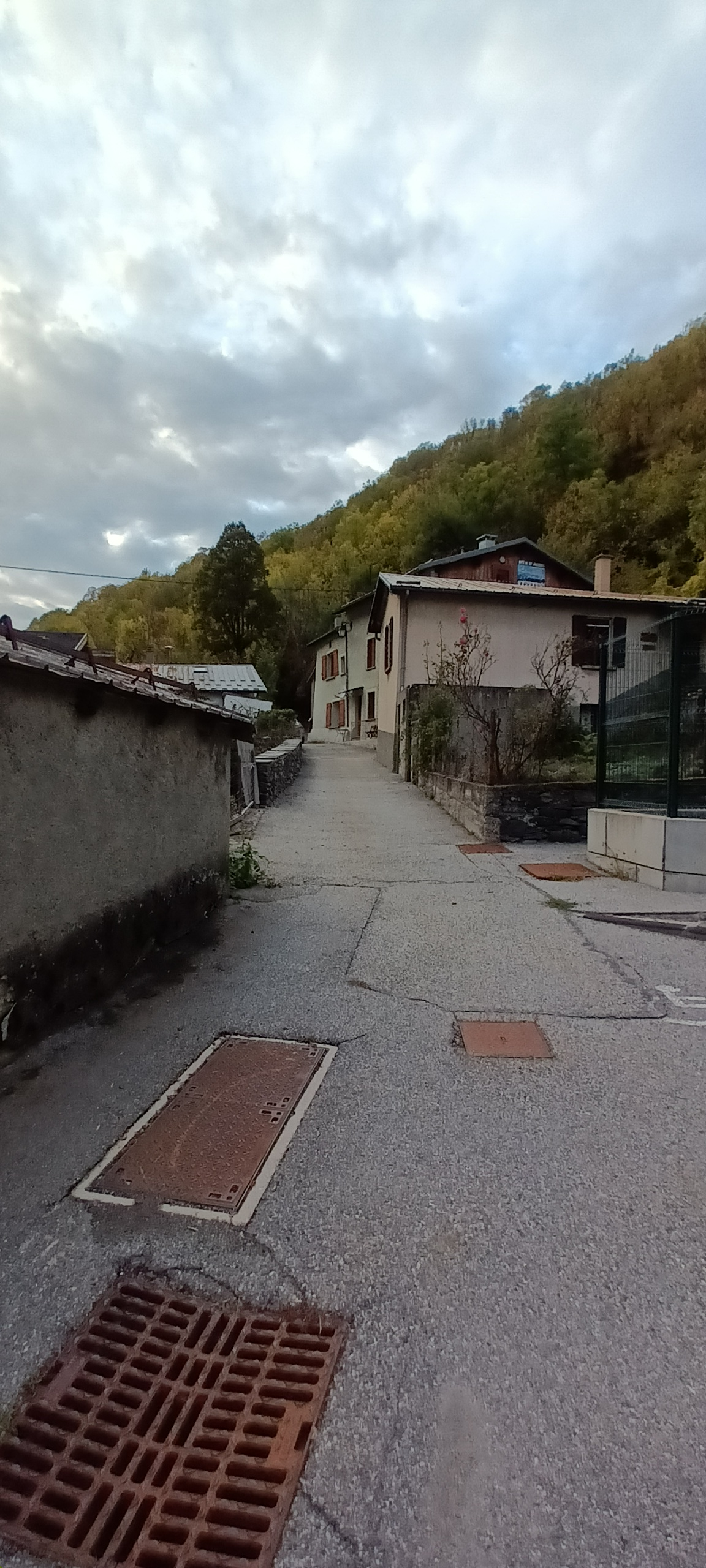
Rue Saint-Jacques à Orelle (Francoz).

## Description
La chapelle baroque mesure 5 m de hauteur, 5 m de largeur et 10 m de longueur. Sa porte en bois est dominée par des vitraux gris sur les côtés, puis verts et bleus proches du toit : la forme de ces vitraux associés rappellent une coquille Saint-Jacques : son architecture est en lien avec son nom mais également avec le blason de la commune qui porte trois coquilles Saint-Jacques,.
Un tableau de saint Jacques est exposé au fond de la chapelle tandis qu'une statue du Diable (provenant originellement de la chapelle Saint-Bernard à la Bronsonnière) est déposée sur l'autel.

## Services et état actuels
Une messe est célébrée chaque été dans la chapelle et l'on peut la visiter de l'extérieur l'été ou l'hiver ; la fête de Jacques de Zébédée est le 25 juillet.

## Patrimoine chrétien environnant

### Chapelle Saint-Bernard
La chapelle Saint-Bernard d'Orelle est une petite chapelle qui est séparé du lotissement de Francoz par l'Arc. Elle est à la Bronsonnière et elle placée sous le vocable de saint Bernard jusqu'à sa destruction en 2000 par les travaux de la station de ventilation de la Bronsonnière en lien avec la construction du tunnel alpin d'Orelle. Saint Bernard est le patron des alpinistes,.

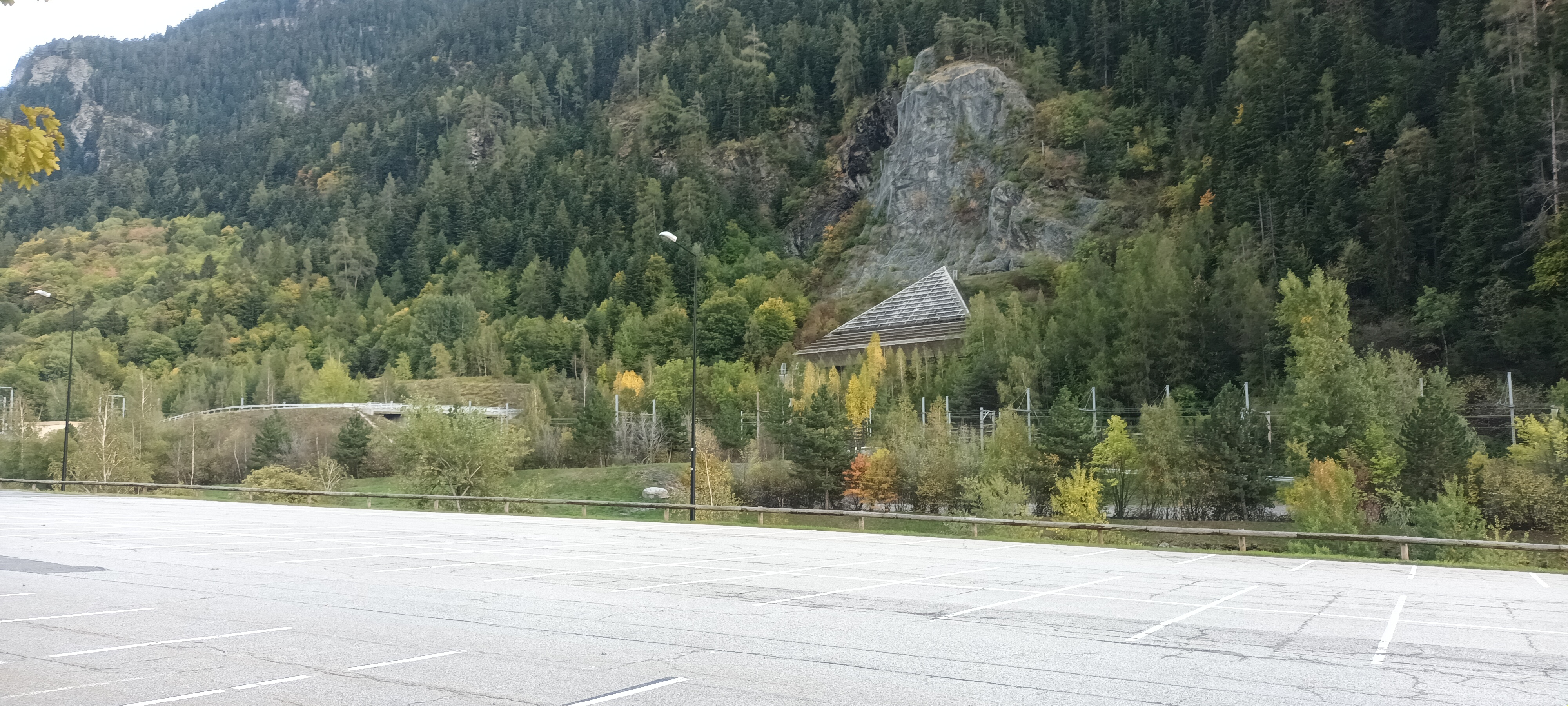
Vue du lieu-dit depuis le parking de la télécabine d'Orelle.
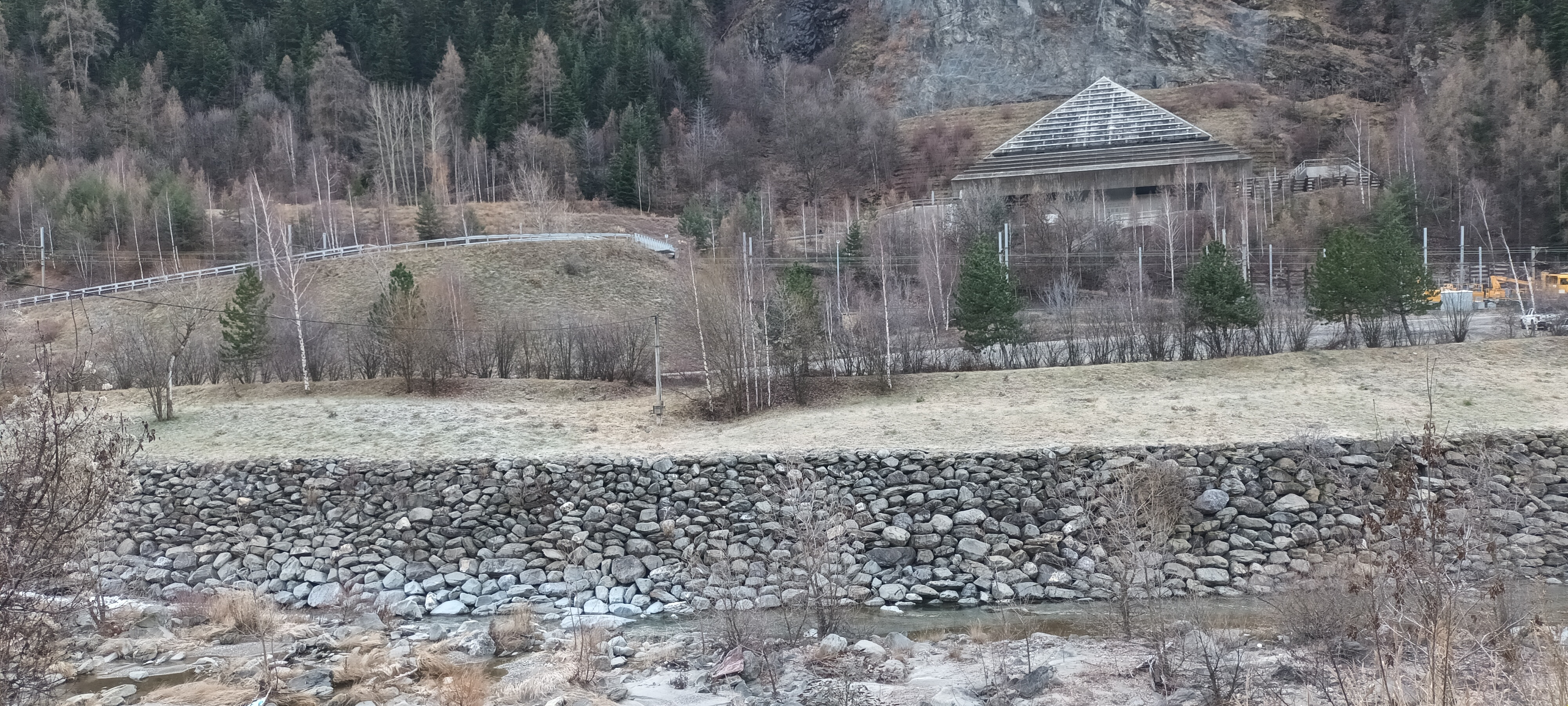
Vue de la rive gauche de l'Arc depuis son opposé.
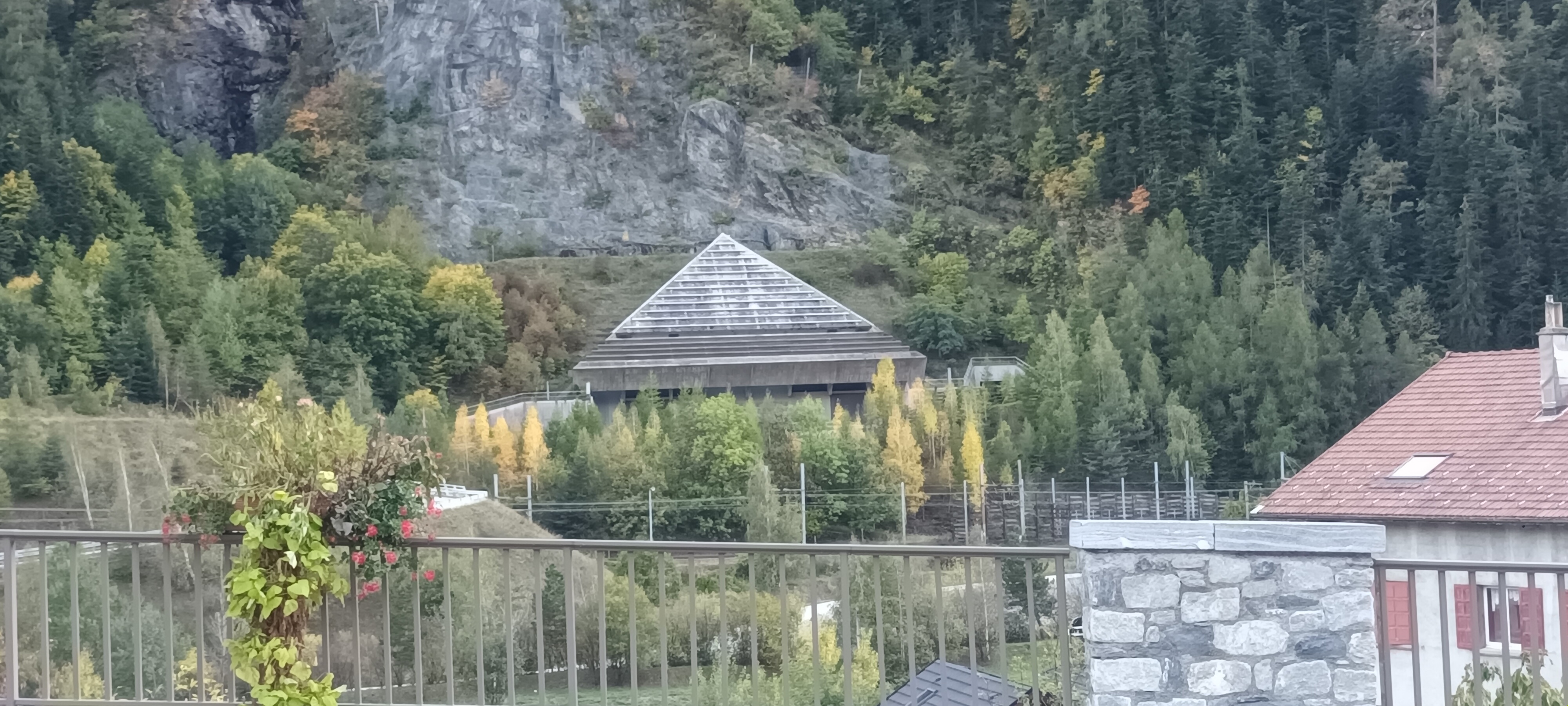
La station de ventilation du tunnel d'Orelle à la Bronsonnière.